# Thomas Dowd

Wappen von Thomas Dowd als Weihbischof

Thomas Dowd (* 11. September 1970 in Montréal) ist ein kanadischer Geistlicher und römisch-katholischer Bischof von Sault Sainte Marie.

## Leben
Thomas Dowd empfing am 7. Dezember 2001 die Priesterweihe.
Papst Benedikt XVI. ernannte ihn am 11. Juli 2011 zum Titularbischof von Treba und Weihbischof in Montréal. Der Erzbischof von Montréal, Jean-Claude Kardinal Turcotte, spendete ihm am 10. September desselben Jahres die Bischofsweihe; Mitkonsekratoren waren Lionel Gendron PSS, Bischof von Saint-Jean-Longueuil, und André Gazaille, Bischof von Nicolet. Als Wahlspruch wählte er Cor et Anima Una.
Am 22. Oktober 2020 ernannte ihn Papst Franziskus zum Bischof von Sault Sainte Marie. Die Amtseinführung fand am 17. Dezember desselben Jahres statt.